# Бензоат калия
Бензоат калия (калийная соль бензойной кислоты)  — калиевая соль бензойной кислоты, является консервантом, который подавляет рост плесени, дрожжей и некоторых бактерий. Бензоат калия лучше всего работает в продуктах с низким pH, ниже 4,5, где он существует в виде бензойной кислоты. Химическая формула — {\displaystyle \mathrm {K} C_{7}\mathrm {H} _{5}\mathrm {O} _{2}}.
Бензоат калия, в сочетании с другими консервантами, можно использовать для существенного продления срока годности кислых продуктов и напитков, таких как фруктовые соки (лимонная кислота), газированные напитки (углекислота), безалкогольные напитки (ортофосфорная кислота), маринады (уксусная кислота) и т. д. Он одобрен для использования в большинстве стран, включая Канаду, США и Европейский союз, где он обозначен под номером E212.

## Физические свойства
Бензоат калия представляет твёрдый гигроскопичный порошок белого цвета, без запаха, растворимый в воде при 25 °C, что примерно в 21 раз превышает показатель бензойной кислоты. В воде он распадается на две отдельные части: анион бензоата и катион калия. Анион бензоата является сопряжённым основанием бензойной кислоты.
Помимо воды, бензоат калия растворяется в органических растворителях: этаноле, метаноле (слабо растворяется), нерастворим в эфире.
Растворяется в воде, образует кристаллогидрат состава {\displaystyle \mathrm {C} _{6}\mathrm {H} _{5}\mathrm {C} O\mathrm {O} K} • {\displaystyle \mathrm {3} H_{2}\mathrm {O} \ }, который теряет воду при 110°С.

## Механизм действия
Механизм консервирующего действия такой же, как у бензоата натрия, похож на механизм действия сорбатов, но отличается от биоконсерванта — натамицина. Бензойная кислота образуется, когда бензоат калия диссоциирует в воде и соединяется с протоном. Недиссоциированная бензойная кислота проникает в микробную клетку и подавляет рост клеток.

## Получение
- Действие бензойной кислоты на карбонат калия: {\displaystyle K_{2}CO_{3}+2C_{6}H_{5}COOH{\xrightarrow {100^{o}C}}2C_{6}H_{5}COOK+CO_{2}\uparrow +H_{2}O}
- Окисление толуола в водном растворе перманганата калия.

{\displaystyle C_{6}H_{5}CH_{3}+2KMnO_{4}{\xrightarrow {H_{2}O}}C_{6}H_{5}COOK+2MnO_{2}+KOH+H_{2}O}

## Применение
- Используется как пищевая добавка с номером E212 для подавления плесени и роста бактерий. Максимально используемые уровни бензоата калия для использования в качестве консерванта варьируются от 150 до 6000 мг/кг. Его можно использовать с сорбатами — сорбиновой кислотой и её солями (E200-Е202) и пара-Гидроксибензойной кислотой (E214-Е219)
- Также используется в свистящей смеси в пиротехнике[1].

## Безопасность
Бензоат калия обладает низкой острой токсичностью при пероральном и кожном воздействии. Продовольственная комиссия, которая проверяет пищевые добавки на безопасность в Великобритании, описывает бензоат калия как «слегка раздражающий кожу, глаза и слизистые оболочки».
Кошки имеют значительно более низкую толерантность к бензойной кислоте и её солям, чем крысы и мыши.
Бензоат калия (E212) указан в Постановлении Комиссии (ЕС) № 231/2012 в качестве разрешённой пищевой добавки и отнесён к категории «Добавки, отличные от красителей и подсластителей». В 2016 году, научный консенсус Европейского агентства по безопасности продуктов питания (EFSA), после переоценки безопасности Е212, заявил об отсутствии генотоксичности, репродуктивной токсичности, канцерогенного потенциала бензоата калия и установил допустимое суточное потребление (ДСП) в количестве 5 мг/кг массы тела в день.
Объединённый экспертный комитет ФАО/ВОЗ по пищевым добавкам (JECFA) установил ДСП в количестве 5 мг/кг массы тела в 1996 году. В 2021 году, после проведения новых исследований, повысил это значение до 20 мг/кг массы тела.

## В культуре
- В 5 серии 4 сезона мультсериала «Симпсоны» под названием «Маленький домик ужасов на дереве 3» владелец дома Зла говорит Гомеру, что бесплатный лягушачий йогурт проклят, поскольку содержит в своём составе бензоат калия[8].